# Platte (Seychellen)
Platte of Île Platte is een eiland in de Zuidelijke koraalgroep dat deel uitmaakt van de Buitenste eilanden van de Seychellen.

## Geografie
Coëtivy, wat ook in de Zuidelijke koralengroep ligt, ligt 171 km verder naar het zuidoosten. Platte ligt 130 km ten zuiden van Mahé, het hoofdeiland van de Seychellen, en 140 km van de hoofdstad Victoria.
Het eiland is een lage en beboste zandplaat. De hoogte van het eiland ligt maar drie m boven de zeespiegel.

## Demografie
Er is een kleine nederzetting aan de westelijke oever met het huis van de manager en een paar gastenverblijven in het noordwesten. Er is ook een verlaten kerk en een verlaten ziekenhuis. De Island Development Company is van plan een hotel te bouwen in plaats van de gastenverblijven.

## Flora en fauna
Het eiland staat bekend om zijn rijke visleven. De roodpootgent en de bonte stern broedden er, maar zijn er nu uitgestorven. De noddy en de witstaartkeerkringvogel broeden er nog wel. Ook overnachten er honderden kleine noddy's en brilsterns. Kerkuilen werden geïntroduceerd in 1949 maar stierven uit in 1951-1952. De Madagaskarwever broedt ook op het eiland. Een schildpadstudie van een jaar die in 1998 werd uitgevoerd, toonde aan dat Platte een aanzienlijke populatie van ongeveer veertig vrouwelijke karetschildpadden die er jaarlijks nestelen.

## Galerij

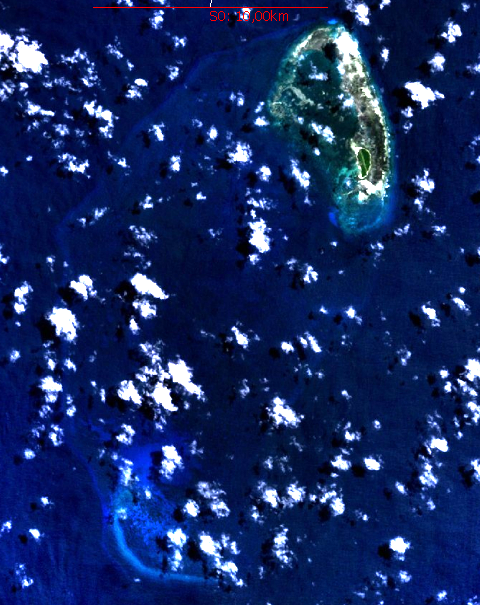
Foto van Platte, door NASA — Platte met omringende riffen.
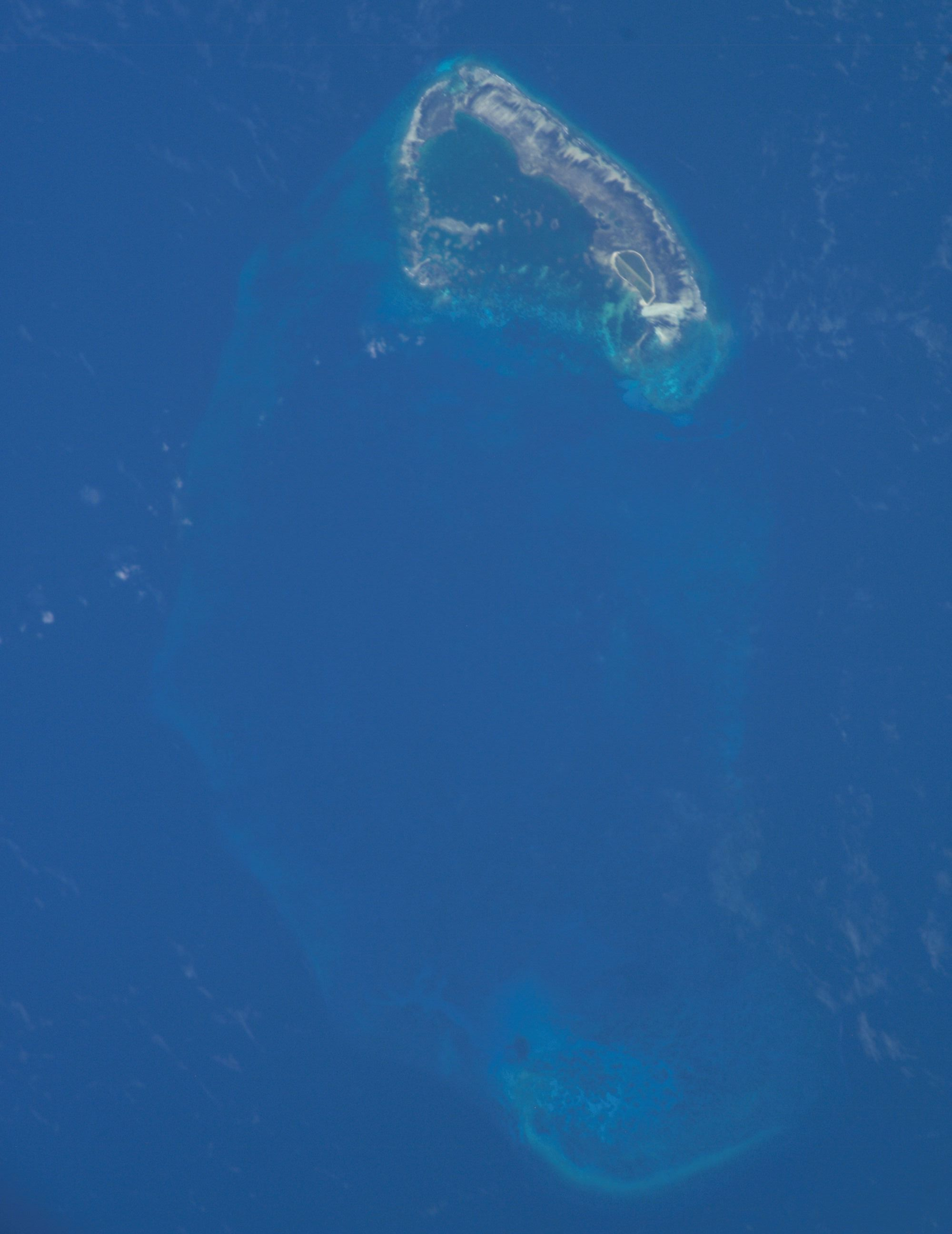
Foto van Platte, door een astronaut van NASA.